# Coroner – Fachgebiet Mord
Coroner ist eine kanadische Krimiserie des Senders CBC, die am 7. Januar 2019 ihre Premiere hatte. In der Titelrolle ist Serinda Swan als kürzlich verwitwete Gerichtsmedizinerin Jenny Cooper zu sehen, die eine neue Arbeitsstelle in Toronto antritt. Das von Morwyn Brebner entwickelte Procedural basiert auf den Kriminalromanen von M. R. Hall.
Die deutschsprachige Erstausstrahlung fand ab dem 30. Mai 2019 beim Sender 13th Street statt. Sender-Eigner NBCUniversal hat neben den Ausstrahlungsrechten im deutschsprachigen Raum auch die für das Vereinigte Königreich, Frankreich, Spanien, Polen, Brasilien, Australien, Lateinamerika und Afrika erworben. Serinda Swan hat die Serie nach der vierten Staffel verlassen. Ob es nun eine fünfte Staffel der Serie gibt, ist bisher noch nicht bekannt.

## Inhalt
Die Serie handelt von Jenny Cooper, einer kürzlich verwitweten Medizinerin, die als Coroner mysteriöse Todesumstände untersucht.